# Georgijevszki járás

A Georgijevszki járás a Sztavropoli határterületen

A Georgijevszki járás (oroszul Георгиевский муниципальный район) Oroszország egyik járása a Sztavropoli határterületen. Székhelye Georgijevszk.

## Népesség
- 1989-ben 64 965 lakosa volt.
- 2002-ben 91 371 lakosa volt.
- 2010-ben 101 367 lakosa volt, melyből 76 447 orosz, 13 905 örmény, 3 857 cigány, 1 202 ukrán, 741 agul, 724 azeri, 418 koreai, 398 dargin, 389 ezid, 355 lezg, 228 német, 203 fehérorosz, 181 csecsen, 152 oszét, 142 karacsáj, 141 görög, 133 tatár, 115 grúz, 105 udmurt, 77 kabard, 75 avar, 68 tabaszaran, 52 kumik, 52 mordvin, 47 lak, 45 moldáv, 43 ingus, 41 nogaj, 35 asszír, 34 kazah, 34 lengyel stb.